# Silent Thunder: A-10 Tank Killer II
Silent Thunder: A-10 Tank Killer II est un jeu vidéo de simulation de vol de combat développé par Dynamix et édité par Sierra Entertainment, sorti en 1996 sur Windows. Le joueur y pilote un Fairchild A-10 Thunderbolt II.
Il fait suite à A-10 Tank Killer.

## Accueil
- PC Team : 86 %[1]